# Brad Falchuk

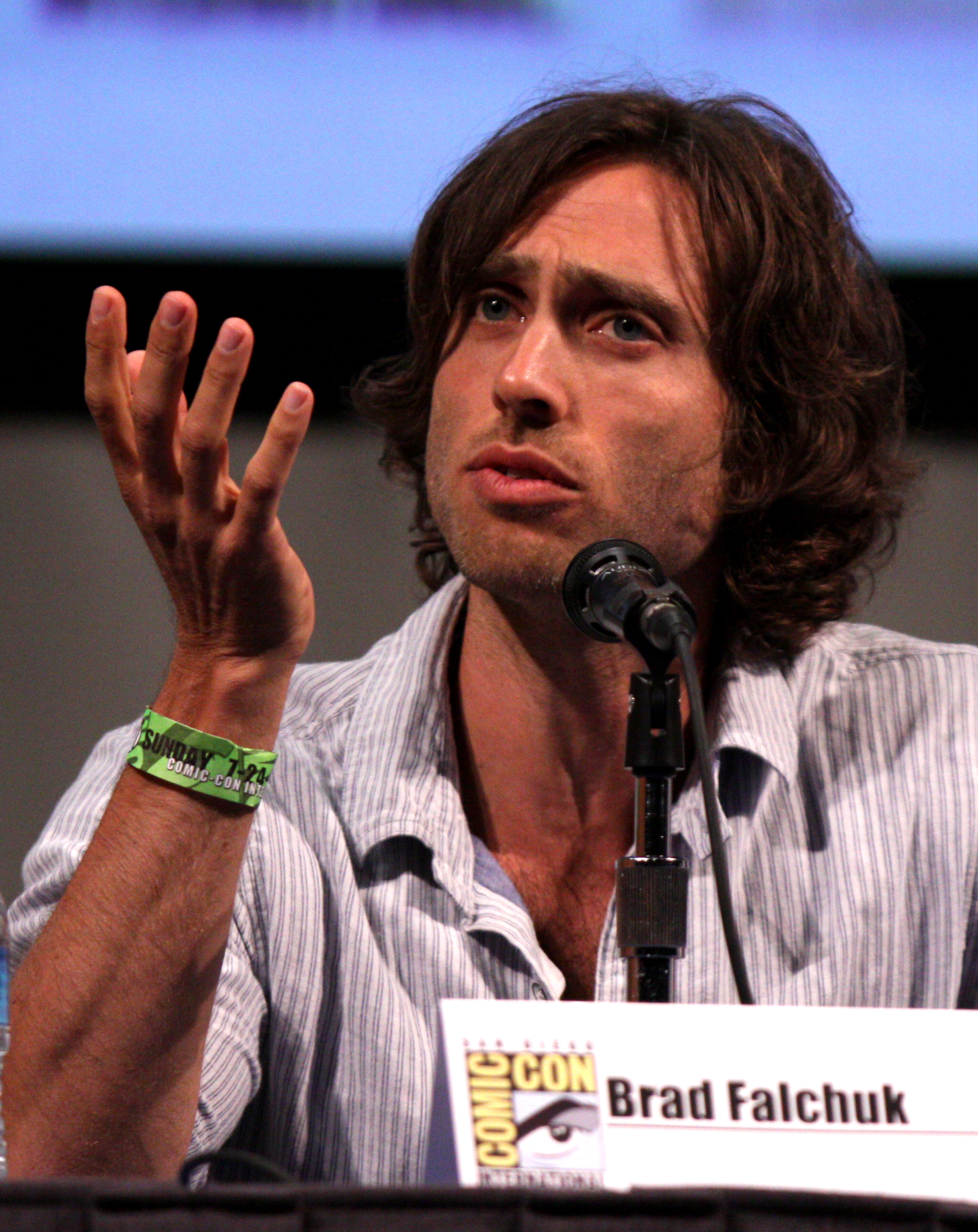
Brad Falchuk bei der Comic-Con 2011

Brad Falchuk (* 1. März 1971) ist ein US-amerikanischer Drehbuchautor und Fernsehregisseur. Falchuk ist Co-Erfinder der Serien Glee, American Horror Story, Pose und Scream Queens. Zudem war beziehungsweise ist er Autor und Ausführender Produzent für die Serien Nip/Tuck – Schönheit hat ihren Preis sowie The Politician.

## Kindheit und Jugend
Falchuk wuchs in Newton, Massachusetts, auf, wo er auch die Schule besuchte. Um sich von seinen Mitschülern abzuheben, trug er eine Krawatte und bekannte sich als Republikaner. Er litt unter einer nichtdiagnostizierten Legasthenie. In der Highschool spielte er Baseball, Basketball und Lacrosse. Später besuchte er das American Film Institute. 1993 erhielt er einen Abschluss von den Hobart and William Smith Colleges.

## Karriere

### Anfänge undGlee
Falchuks TV-Karriere begann als Autor für Mutant X, Mission Erde – Sie sind unter uns und Veritas – The Quest, bevor er an der ersten Staffel von Nip/Tuck – Schönheit hat ihren Preis im Jahr 2003 arbeitete. Mit dem Erfinder der Serie, Ryan Murphy, verbindet Falchuk eine tiefe Freundschaft. Falchuk und Murphy entwickelten eine Pilotfolge mit dem Titel Pretty Handsome, der von einem transgeschlechtlichen Gynäkologen handelt und verkauften ihn an den Sender FX, doch eine Serie wurde nicht produziert.
Als sich Nip/Tuk der fünften Staffel näherte, begannen Falchuk und Murphy sich einem neuen Projekt zuzuwenden. Zusammen mit Ian Brennan, der ein Drehbuch über Highschool-Chöre schrieb, verkauften sie eine einstündige Comedy-Folge über einen Chor an Fox. Daraus entwickelte sich die Serie Glee, die 2009 Premiere feierte. Für die Serie erhielten Falchuk, Murphy und Brennan zwei Nominierungen für den Writers Guild of America Award. Aufgrund des Erfolgs von Glee erhielt Falchuk einen Vertrag bei 20th Century Fox Television über zwei Jahre.

### Anthologie-Serien
Falchuk war 2011 Mitentwickler der FX-Anthologieserie American Horror Story. Er arbeitete hier erneut mit Ryan Murphy zusammen. Die erste Staffel mit Jessica Lange, Connie Britton und Dylan McDermott feierte 2011 Premiere und erhielt überwiegend positive Kritiken. 2012 erhielt die Serie 17 Primetime Emmy Nominierungen, 2013 waren es 15 Nominierungen. 2014 erhielt sie 17 Nominierungen darunter auch eine für Falchuk. Falchuk fungiert als Executive Producer für die Serie American Crime Story, einem Ableger von American Horror Story, die ab 2015 ausgestrahlt werden soll.
2014 entwickelte er zusammen mit Murphy und Brennan Scream Queens, eine Horror-Comedy-Anthologie-Serie des Senders Fox. In der ersten Staffel, die in den USA im Herbst 2015 Premiere feierte und auf einem College-Campus spielt, spielen Emma Roberts, Lea Michele, Abigail Breslin, Keke Palmer und Jamie Lee Curtis mit.

## Privatleben
Falchuks Mutter, Nancy Falchuk, ist seit 2007 Nationale Präsidentin der Hadassah. Sein Bruder Evan Falchuk war Gründer der United Independent Party und Kandidat für die Gouverneurswahlen von Massachusetts im Jahr 2014. Seine Schwester Aimee Falchuk arbeitet als Therapeutin.
2008 wurden bei Brad Falchuk Probleme im Rückenmark festgestellt. Nach einer Notoperation erholte er sich vollständig. Er verarbeitete seine Erlebnisse in der Glee-Episode „Furcht und Tadel“ (Staffel 1).
Falchuk war über zehn Jahre mit der TV-Produzentin Suzanne Bukinik verheiratet, sie haben zwei Kinder. Die Ehe wurde 2013 geschieden. Im August 2014 wurde bekannt, dass er eine Beziehung mit der Schauspielerin Gwyneth Paltrow hat. Im September 2018 hat das Paar geheiratet.

## Auszeichnungen und Nominierungen
Falchuk gewann 2010 und 2011 einen AFI-Award für Glee. Für Glee und American Horror Story war er insgesamt fünf Mal für den Emmy nominiert, konnte ihn aber bisher nicht gewinnen.